# Гурвич, Григорий Ефимович
Григо́рий Ефимович Гу́рвич (24 октября 1957, Баку — 5 ноября 1999, Иерусалим) — театральный режиссёр, драматург и телеведущий.

## Биография

### Ранние годы
Отец — Ефим Григорьевич Гурвич, мать — Майя Львовна Гурвич (урождённая Шик). Двоюродный брат Марка Абрамовича Гурвича, директора театра им. Ермоловой.
В 1984 году окончил режиссёрский факультет ГИТИСа.

### Творчество
В 1989 году создал в Москве театр-кабаре «Летучая Мышь», ставший продолжателем традиции легендарного театра с тем же названием, основанного в 1908 году актёром МХТ Никитой Балиевым и меценатом Николаем Тарасовым.
Идею воссоздания театра-кабаре «Летучая Мышь» Гурвичу подсказали Марк Захаров и Григорий Горин. Они подошли к молодому автору очередного капустника 13 января 1983 года, чтобы поздравить его с шумным успехом, и практически в один голос посоветовали ему заняться театром-кабаре — жанром, зародившимся в своё время из капустников Московского Художественного Театра. По признанию самого Гурвича, такой совет поначалу ему не очень понравился — он собирался заниматься настоящим искусством и ставить серьёзные спектакли. Тем не менее Марк Захаров при каждой встрече повторял Гурвичу тот же неизменный совет. Отдалённые отголоски этого противопоставления жанров неоднократно впоследствии вплетались автором в ткань его спектаклей.
В конце концов Григорий Ефимович проникся этой идеей, к тому же с «серьёзными» постановками в других театрах его преследовала череда неудач административного характера. В 1988 году предприниматель Алексей Бельский, знавший и любивший гурвичевские капустники, согласился профинансировать создание нового театра, а директор Дома Актёра имени Яблочкиной Маргарита Эскина, высоко ценившая режиссёрский талант Григория Гурвича, помогла добиться для нового театра разрешения работать в помещении Студенческого театра ГИТИС — том самом помещении, где вплоть до своего закрытия в 1920 году блистал театр-кабаре «Летучая мышь» Балиева, в доме Нирнзее.
Премьера первого спектакля, «Чтеніе новой пьесы», состоялась 12 июня 1989 года. Григорием Гурвичем было поставлено на сцене своего театра-кабаре шесть спектаклей: «Чтеніе новой пьесы», «Я степую по Москве», «Сто лет кабаре», «Это — шоу-бизнес», «Вам позволено переиграть», «Великая иллюзия» (уже в здании Киноактёра на Поварской). Автором всех спектаклей — как драматургом, так и постановщиком — за исключением спектакля «Вам позволено переиграть», поставленного Гурвичем по пьесе «Биография» Макса Фриша, был сам Григорий Ефимович.
Наиболее известен музыкальный фильм Гурвича «Звёздная ночь в Камергерском», снятый в 1997 году и показанный по телевидению. Кроме того, Григорий Гурвич как режиссёр снял два фильма-спектакля: «Подлинный художник, истинный артист, настоящий убийца» (1994) и «Танго со смертью» (1999). Первый фильм несколько раз демонстрировался по каналу «Культура». До конца не ясна судьба фильма Гурвича «Танго со смертью». Неизвестно, показывался ли этот фильм по телевидению. Информация о нём минимальна, в интернете отсутствуют даже отдельные кадры из фильма. Не исключено, что фильм утерян или находится в недоступных для широкой публики архивах. (В 2021 г. фильм был оцифрован с видеокассеты, записанной с эфира Центрального телевидения в 1990 г. на бытовой видеомагнитофон, и выложен на сайте Саратовского джаз-оркестра Ретро)
В 1996 году президент АТВ Анатолий Малкин придумал идею передачи «Старая квартира». По задумке Малкина, это должна была быть история страны с 1947-го до 1999 года, основанная на судьбах и историях обычных людей. На роль ведущего до начала съёмок был первоначально назначен актёр Борис Львович, а Григорий Гурвич, работавший тогда культурным обозревателем в передаче «Времечко», должен был быть режиссёром-постановщиком, но не получилось. Через некоторое время Гурвич стал ведущим этой программы. Зная, что на эту роль уже есть кандидат, он позвонил Борису Львовичу с вопросом, не будет ли он против этого. Григорий Ефимович вёл эту программу почти три года, до самого отъезда в Израиль. После его отъезда «ответственным квартиросъёмщиком» на некоторое время стал Андрей Максимов

### Последние годы
Последние два года был болен лейкемией, прошёл несколько курсов химиотерапии, умер в ночь с 4 на 5 ноября 1999 года в израильской клинике. На Ваганьковском кладбище в Москве Григорию Гурвичу установлен кенотаф, в основании которого находится капсула, наполненная землёй с израильской могилы Гурвича. Сам же он был похоронен на кладбище Яркон возле города Петах-Тиквы, недалеко от Тель-Авива.